# Монтефано
Монтефано (італ. Montefano) — муніципалітет в Італії, у регіоні Марке,  провінція Мачерата.
Монтефано розташоване на відстані близько 190 км на північний схід від Рима, 24 км на південь від Анкони, 14 км на північ від Мачерати.
Населення — 3563 особи (2014).
Щорічний фестиваль відбувається 7 серпня. Покровитель — San Donato.

## Демографія
Населення за роками:

Станом на 1 січня 2023 року в муніципалітеті офіційно проживав 261 іноземець з 29 країн, серед них 49 громадян країн Євросоюзу та 4 громадяни України.

## Сусідні муніципалітети
- Аппіньяно
- Філоттрано
- Монтекассіано
- Озімо
- Реканаті